# Daniel von Mudersbach

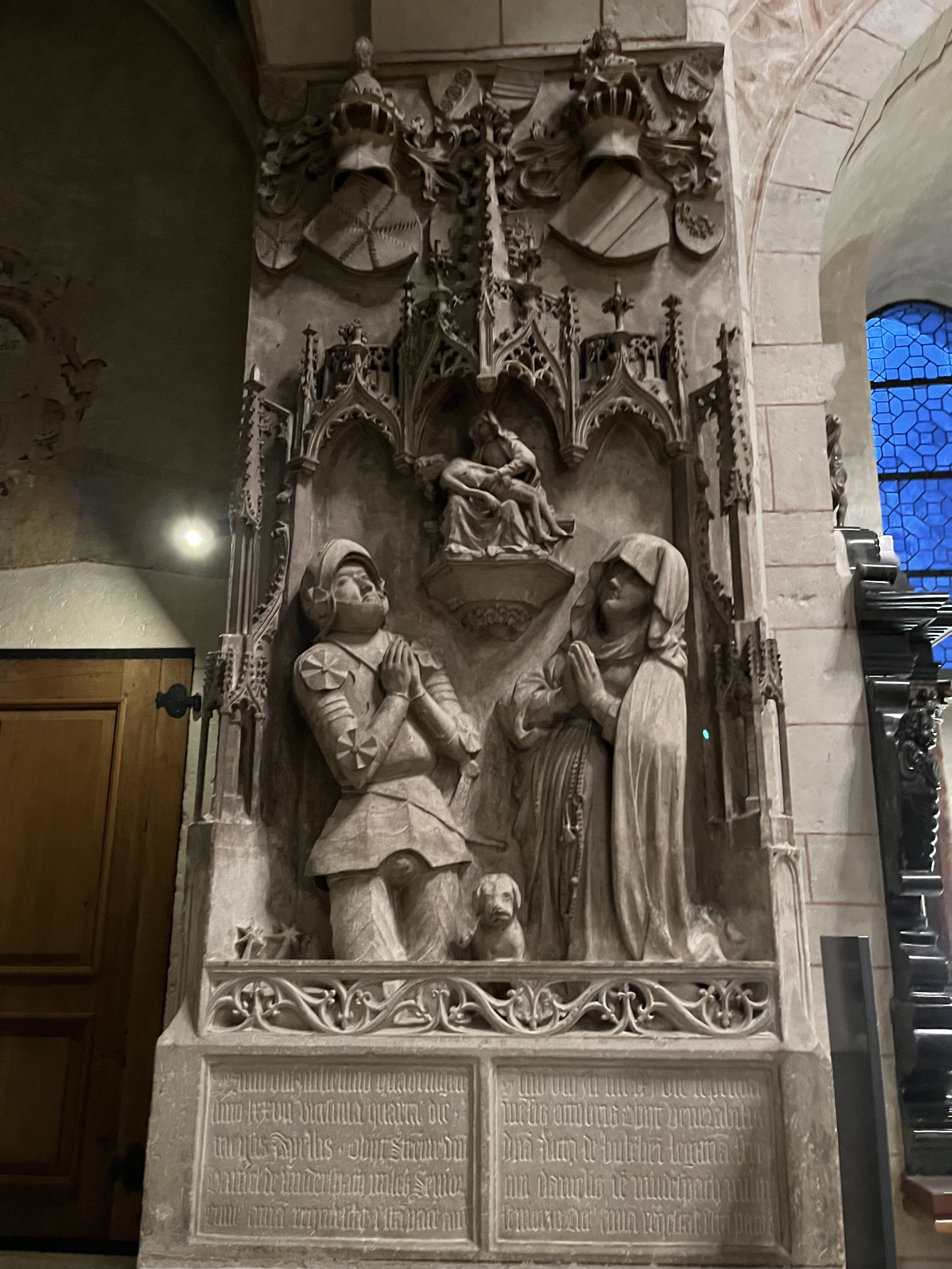
Grabdenkmal von Daniel von Mudersbach und seiner Frau Jutta im Limburger Dom

Daniel „der Ältere“ von Mudersbach (* um 1400; † 24. April 1477) war ein deutscher Adliger aus dem Geschlecht der Mudersbacher. Er war vor allem mit Verwaltungstätigkeiten im Namen des Grafen von Katzenelnbogen beauftragt. Den Grafen Philipp den Älteren von Katzenelnbogen begleitete Daniel schließlich auch auf dessen Pilgerreise in das Heilige Land.

## Leben

### Familie
Daniels Eltern waren Grete Bucher von Laurenburg (* 1368; † 1410) und Daniel von Mudersbach (* 1368; † ca. 1410).
Aus der Ehe mit seiner Frau Jutta von Bubenheim (* unbekannt; † 7. Oktober 1466) gingen zwölf Kinder hervor, sechs Jungen und sechs Mädchen.
Der älteste Sohn Daniels wurde als Daniel „der Jüngere“ von Mudersbach in einigen Urkunden erwähnt.

### Stellung und Tätigkeiten
Daniel war dem Grafen von Katzenelnbogen als Amtmann unterstellt. In dieser Tätigkeit war er von 1429 bis 1445 in Driedorf und 1440 bis 1453 in Ellar und Hadamar aktiv. Dabei trat er vermehrt als Vermittler und Schlichter bei Fehden oder Streitereien, seien es rechtliche oder persönliche, in Erscheinung. Ein Beispiel hierfür ist die Vereinfachung der Verwaltung in Ellar. Hier beschloss Daniel, dass die Einwohner, die im Einzugsbereich der Zenten siedelten, nicht mehr nur Mist zu fahren hatten oder die Ernte einbringen sollten, sondern fortan nur noch das Gras mähen und das Heu einbringen sollten. Diese Vereinfachung der Verwaltung kostete die Einwohner der Zenten von Eller Nahrungsabgaben wie Korn oder Hafer, die an festgelegten Tagen zu entrichten waren.
Einen weitaus größeren Namen machte sich Daniel bei der Mainzer Stiftsfehde, die von 1461 bis 1463 andauerte, und bei der Fehde zwischen dem Grafen von Katzenelnbogen und dem Herren von Westerburg und Schaumburg. Bei der Mainzer Stiftsfehde verwaltete Daniel vor allem die Gefangenen und die erbeuteten Gegenstände, die in Ellar gefangen gehalten bzw. aufbewahrt wurden. War er bis dahin nur in Verwaltungstätigkeiten aktiv gewesen, begann er sich nun vermehrt als Vermittler zwischen seinem Herrn und dritten Parteien zu betätigen, so auch in der Fehde zwischen Katzenelnbogen und Westerburg/Schaumburg.
Die Fehde wurde schließlich in Koblenz auf einem Schiedsgericht 1443 beigelegt. Nicht nur bei Streitigkeiten seines Herrn musste Daniel vermitteln, sondern auch, als zwischen den Amtmännern des Grafen von Sayn und denen des Grafen von Katzenelnbogen ein Streit ausbrach. Eine Beschwerde des Grafen von Sayn zeigt, wie stark Daniel dabei auf seine Gegenspieler einwirkte:
Er […] habe vielmehr seine Eigenleute freventlich heimgesucht, einen von ihnen gefangen gesetzt und anderen ihren Hausrat, […] genommen, so daß sie großen Schaden erlitten hätten.
Dass Daniel in Sachen Streitereien, sei es gegen ihn persönlich oder gegen seinen Herrn, nicht zimperlich mit seinen Kontrahenten umsprang, zeigt ein weiteres Beispiel aus einem weiteren Streit mit dem Herrn von Westerburg (1445–1446). Bei diesem Streit ging es um Gemarkungen, die aus Sicht des Herrn von Westerburg von Männern des Grafen von Katzenelnbogen verletzt worden waren. Zur Schlichtung und Beilegung der Streitigkeiten zwischen den zwei Parteien sollte ein Schiedstag in Langendernbach abgehalten werden. Der als Vermittler eingesetzte Daniel verweigerte einen solchen Tag bei Langendernbach, wohlwissend, dass der Graf das Recht auf seiner Seite hatte. Somit war der Schiedstag für Daniel reine Zeitverschwendung und fand deshalb nicht statt.

### Besitztümer
Die Besitzungen der Mudersbacher lagen vor allem in der Region ihrer Herkunft, somit an der rechten und der linken Seite der unteren Dill. Sowohl im Südosten des Westerwalds, an der unteren Lahn und auch in den Kerngebieten ihrer Herren, der Grafen von Katzenelnbogen, besaßen die Mudersbacher kleinere Besitztümer und Rechte.
Der adlige Grundbesitz im 15. Jahrhundert war in zwei Abteilungen geteilt: zum einen das Allodium und zum anderen die Lehen. Das Allodium ist der vererbbare Teil des adligen Grundes, welches von einer Generation an die nachfolgenden Familienmitglieder weitergegeben wird. Das Lehen ist vom Lehnsherr zur Verfügung gestelltes Land, das von diesem jederzeit wieder anderweitig vergeben werden kann. Die allodialen Teile des Besitzes der Mudersbacher sind schwer nachzuweisen. Wahrscheinlich bestanden diese aus Gegenden des unteren Dill- und Ulmtales sowie aus dem Erbe der Greifensteiner.
In mehreren Urkunden, in denen die variablen Besitztümer, Rechte und Einkünfte der Mudersbacher verzeichnet sind, kristallisiert sich dafür der Ort Driedorf heraus. Dieser Ort wurde bereits Daniels Vorfahren im Jahre 1347 von Otto II. von Nassau-Dillenburg überschrieben. Die Lehen bezogen sich nicht auf Territorien, sondern auf Güter und Zehnten. Weitere Lehen der Mudersbacher in Driedorf folgten 1437, in der die Burg, der Graben und der Raum zwischen Burg und Stadt vom Landgrafen Ludwig von Hessen Daniel als Lehen übertragen wurde. Weitere Lehen folgten ab dem Jahr 1452 bei Rodenberg, sowie Driedorf, und ab 1455 die Burg Hermannstein bei Wetzlar.
Auch in der Stadt Limburg an der Lahn verfügte Daniel über Besitztümer. Ab 1370 besaßen die Mudersbacher ein Gebäude gegenüber dem Dom, auf dem heute die 'Alte Vikarie' steht. Und auch in der Limburger Umgebung waren die Mudersbacher im Besitz von Lehen.
Außerhalb des Stammgebiets der Mudersbacher gehörten Daniel noch zwei Gehöfte bei Darmstadt.

### Reisen
Daniel brach im Jahre 1433 mit seinem Herrn, dem Grafen Philipp von Katzenelnbogen, und weiteren Gefährten zu einer Orientfahrt auf. Die mehrmonatige Pilgerfahrt in den Jahren 1433/34 war ein aus persönlichen Gründen durchgeführter Zug ins Heilige Land und hatte nichts mit den militärischen Kreuzzügen gemein, die nach der Synode von Clermont stattfanden.
Der Zug um Philipp von Katzenelnbogen war eine sehr gut ausgestattete Pilgerfahrt, da die Grafen von Katzenelnbogen durch die Rheinzölle zu großem Reichtum gelangt waren.
Die Fahrt führte Daniel von Darmstadt über die Alpen in die italienische Handelsmetropole Venedig. Von dort aus ging es mit dem Schiff nach Istrien.
Zwar war die Unternehmung sehr gut finanziert, die Überfahrt mit dem Schiff war aber eher ein Massentransport als eine gemütliche Überfahrt. Die Händler, welche die Pilger auf ihren Schiffen transportierten, versuchten so viele Reisende wie möglich auf dem Schiff unterzubringen. Und so musste man sich auf engstem Raum den Platz nicht nur mit anderen Pilgern, sondern auch mit Ratten und anderem Ungeziefer teilen. Auf Istrien besichtigten die Pilger die Kirche der heiligen Euphemia, bevor sie weiter nach Ägypten reisten.
Zwar war der Zweck der Reise die Pilgerfahrt zu den heiligen Stätten der Christenheit, jedoch kam dabei der touristische Aspekt keinerzeit zu kurz. In Ägypten beobachteten die Pilger vor allem die ihnen bisher unbekannte Tierwelt, die neue Sehenswürdigkeiten für sie bereit hielt. Die Elefanten, Kamele, Giraffen und Krokodile mussten einen sehr großen Eindruck bei den Pilgern hinterlassen haben. Der persönliche Höhepunkt der Reise fand für Daniel am 24. Oktober 1433 statt, denn an diesem Tag wurde er in der Kirche des Katharinenklosters am Fuße des Berges Sinai von Philipp zum Ritter geschlagen.
Nachdem sie den Berg Sinai hinter sich gelassen hatten, ging es für die Pilger weiter zu den heiligen Stätten Jerusalems, danach weiter nach Damaskus und Beirut.
Die Hinreise ins Heilige Land hatte sich für die Pilger ohne große Schwierigkeiten gestaltet, die Rückreise in die Heimat wurde jedoch umso schwieriger. Der erste Versuch, am 23. November 1433 von Jaffa aus die Rückreise anzutreten, missglückte wegen eines starken Sturmes, der das Schiff der Reisenden sinken ließ und sie zwang, nach Jaffa zurück zu schwimmen. Der zweite Versuch einer Abreise am 6. Januar 1434 wurde zwar wieder von einem Sturm zwischen Rhodos und Kreta gestört, jedoch kehrten die Pilger unversehrt in die Heimat zurück.
Daniel und der restliche Zug der Pilger gelobten nach ihrer Ankunft eine Dankwallfahrt zu den heiligsten Stätten des Heiligen Römischen Reiches zu unternehmen. Stationen der Pilger waren dabei das Grab der heiligen Elisabeth in Marburg, das Grab der Heiligen Drei Könige in Köln und die Pfalzkapelle Karls des Großen in Aachen. Am 3. Mai 1434 trafen sie auf Burg Rheinfels ein.

## Tod und Beisetzung

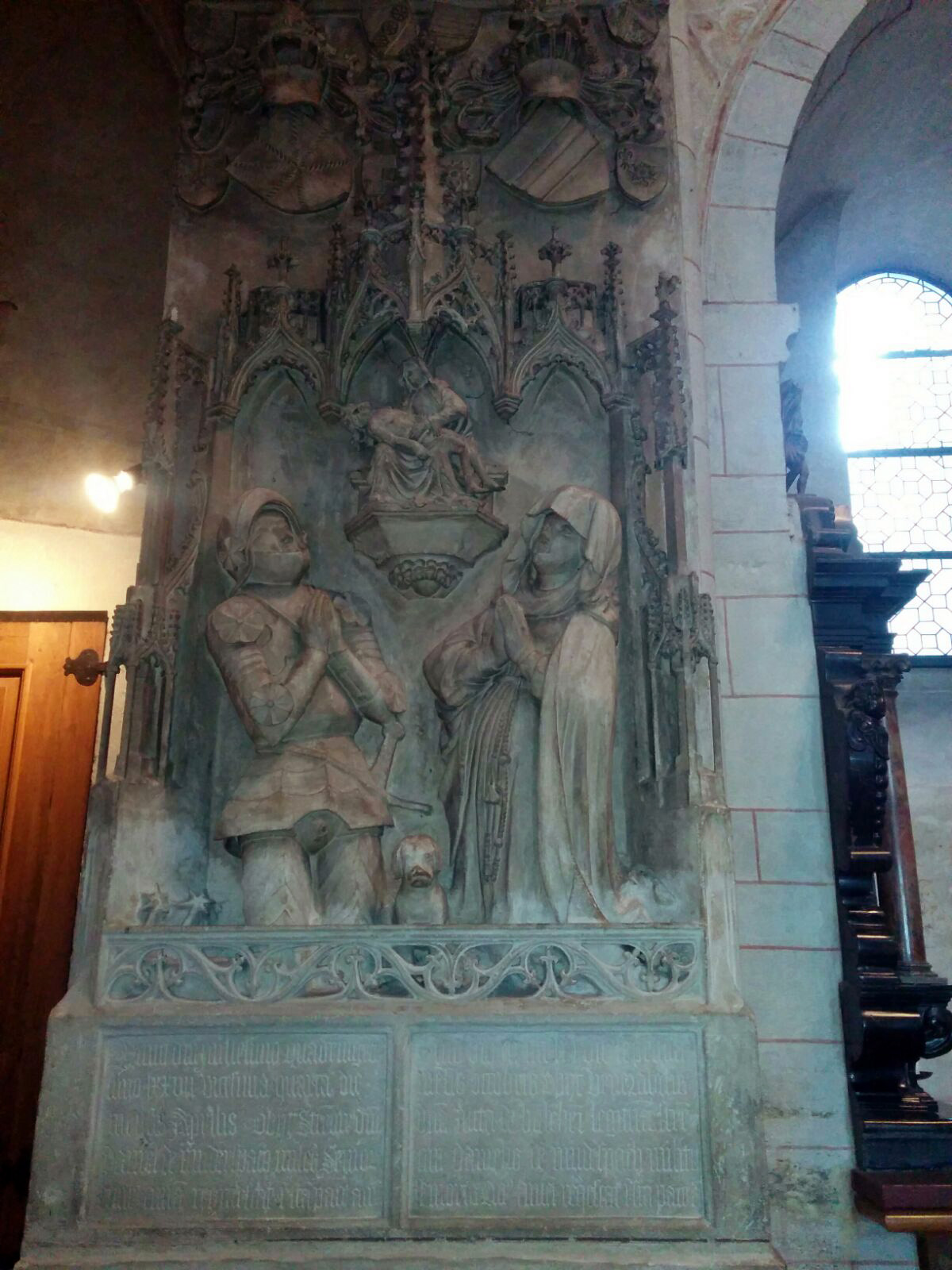
Grabmal Daniel von Mudersbach und seiner Gemahlin Jutta

Das Grabmal Daniels im Limburger Dom befindet sich rechts neben dem heutigen Altar und war vermutlich farbig gestaltet. Der Stil des Grabes geht auf die Spätgotik zurück, was an dem für diesen Kunststil typischen feinen Maßwerk zu erkennen ist. Durch die ehemals farbige Gestaltung des Grabes war eine bessere Zuordnung der Wappen möglich. Die lebensgroßen Abbildungen Daniels und seiner Frau Jutta knien unter einem Baldachin, während sie zu der Pietà in deren Mitte beten. Rechts und links oberhalb des Stifterehepaares sind die Familienwappen der beiden Verstorbenen dargestellt:
- rechts das Wappen der Bubenheimer, ein schwarzer Balken auf goldenem Grund,
- links das Wappen der Mudersbacher, vier rote und silberne Streifen, die im Spitzschnitt gerändert in die Mitte des Wappens laufen.

Auf den Helmen der zwei großen Wappen steht rechts ein Junge, der in seiner linken Hand ein aufgeschlagenes Buch hält und sich mit der rechten Hand an den Hinterkopf fasst. Über dem linken Wappen, dem der Mudersbacher, steht ein afrikanisch oder orientalisch anmutender Mensch mit Mütze. Er ist wahrscheinlich ein Symbol für die Reise Daniels nach Afrika und ins Heilige Land.
Um die Helme herum sind jeweils vier kleinere Wappen angebracht, welche die Vorfahren der jeweiligen Person zeigen. Wenn man von vorne auf das Grabmal blickt, sieht man:
1. Erste Reihe von links, oberes Wappen = Mudersbacher, unteres Wappen = Steinebach (Großeltern Daniels väterlicherseits).
2. Zweite Reihe, oberes Wappen = Laurenburg, unteres Wappen = Gebhardshain (Großeltern Daniels mütterlicherseits).
3. Dritte Reihe, oberes Wappen = Bubenheim, unteres Wappen = Stein (Großeltern Juttas väterlicherseits).
4. Vierte Reihe, oberes Wappen = Rheinberg, unteres Wappen = Krummenau (Großeltern Juttas mütterlicherseits).

Zwischen den Knienden ist ein kleiner Hund zu sehen, der für die Treue der beiden Ehepartner stehen soll.
Im unteren Teil des Grabes sind zwei Inschriften in lateinischer Sprache eingemeißelt. Die rechte Inschrift lautet:
An(n)o d(omi)ni MCCCCLXI die septimo me(n)sis Octobris obiit venerabilis d(omi)na Jutta de Bube(n)hei(m) legitti(m)a strenui Daniels de Mude(r)spach militis senioris cui(us) ani(m)a requ(i)escat i(n) s(anc)ta pace A(men).
(Im Jahre des Herrn 1461 am 7. Tag des Monats Oktober starb die ehrwürdige Frau Jutta von Bubenheim, die rechtmäßige Gattin des wackeren Ritters Daniel von Mudersbach, des Älteren. Ihre Seele ruhe in heiligem Frieden. Amen.)
Die linke Inschrift unter Daniels Figur lautet:
Anno d(omi)ni millesimo quadringe(n)tesimo LXXVII vicesima quarta die mensis Aprilis obiit strenu(u)s d(omi)n(u)s Daniel de Muderspach miles senior cuius ani(m)a requiescat i(n) s(anc)ta pace ame(n).
(Im Jahre des Herrn 1477 am 24. Tag des Monats April starb der wackere Herr Ritter Daniel von Mudersbach der Ältere. Seine Seele ruhe in heiligem Frieden. Amen.)